# Pljeskavica
Pljeskavica je jelo od mljevena mesa koje se najčešće peče na roštilju. Tradicijski se sprema na području Jugoistočne Europe.
Često se miješa s hamburgerom zbog njihove sličnosti.

## Također pogledajte
- Ćevapi